# Kiel-Windeweer
Pour les articles homonymes, voir Kiel (homonymie).

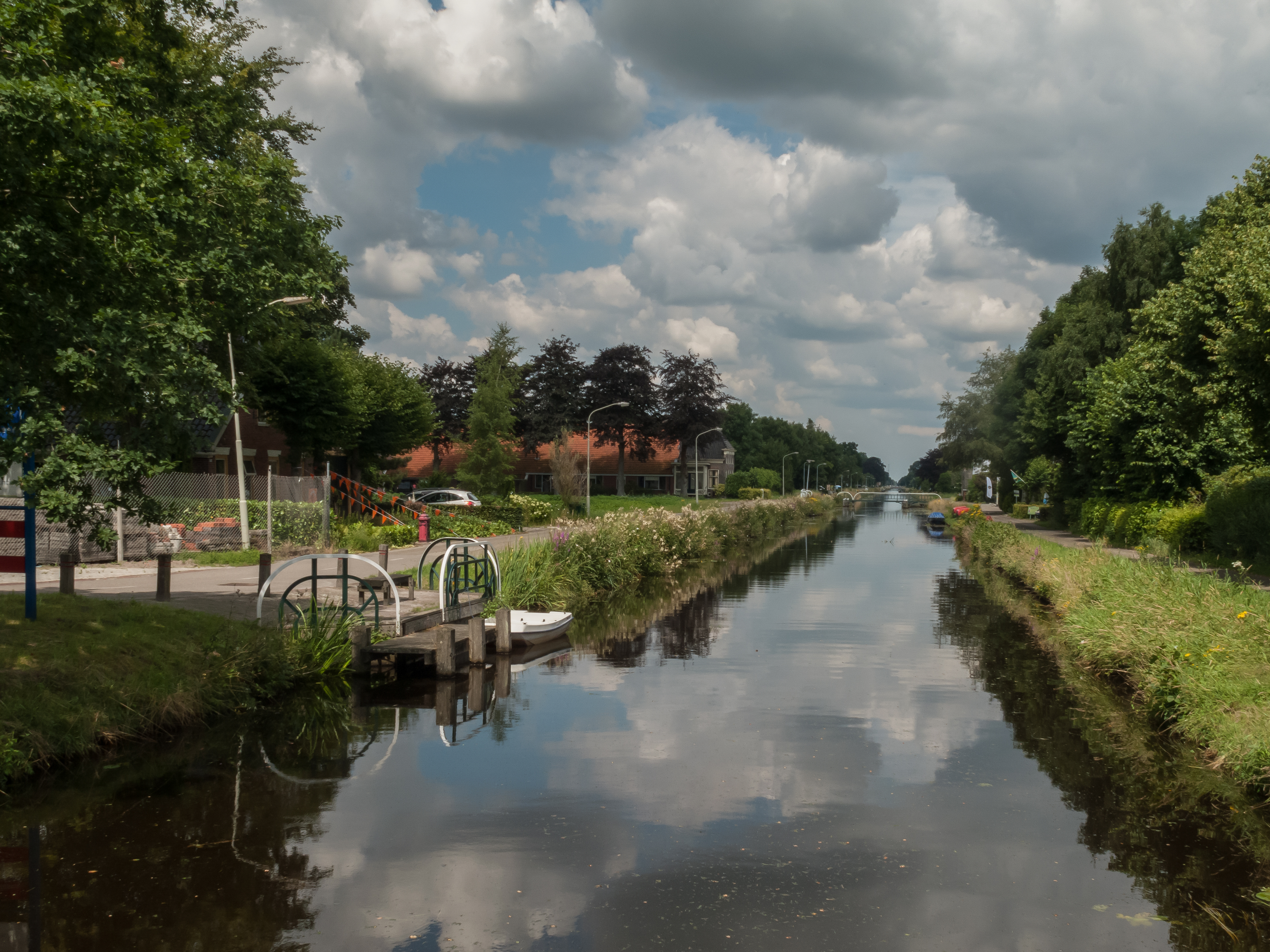
Vue sur le village

Kiel-Windeweer est un village situé dans la commune néerlandaise de Midden-Groningue, dans la province de Groningue. Le 1er janvier 2007, le village comptait 915 habitants.
Autrefois, ce furent deux hameaux séparés, dont Windeweer a été une commune indépendante jusqu'en 1821.